# Yngve Holm
Yngve Robert Holm (Västervik, 12 september 1895 – Stockholm, 16 februari 1943) was een Zweeds zeiler.
Holm won samen met zijn broer Tore tijdens de Olympische Spelen 1920 in het Belgische Antwerpen de gouden medaille in de 40m² klasse. 

## Olympische Zomerspelen
| Jaar | Plaats    | Resultaten  |
| ---- | --------- | ----------- |
| 1920 | Antwerpen | 40m² klasse |